# Nemonyx
Nemonyx es un género de coleópteros curculionoideos de la subfamilia Nemonychinae. Este género tiene muchos caracteres, (muchos de ellos plesiomorficos) que difieren de los de otros géneros (Kuschel 1995).[cita requerida]

## Descripción
Son de tamaño pequeño a mediano, de cuerpo delgado. El rostro es delgado, más corto que el protórax, y posee las antenas insertadas en la mitad. Los ojos son semiglobulares. El pronoto es levemente más largo que ancho y posee un punteado muy fino, al igual que los élitros. En las hembras el quinto esternito posee a cada lado una depresión plana y oval cubierta de pubescencia fina y densa.